# Силицид рения
Силицид рения — неорганическое соединение 
рения и кремния 
с формулой ReSi, 
кристаллы.

## Получение
- Нагревание стехиометрических количеств чистых веществ:

{\displaystyle {\mathsf {Re+Si\ {\xrightarrow {1880^{o}C}}\ ReSi}}}

## Физические свойства
Силицид рения образует кристаллы
кубической сингонии,
пространственная группа P 213,
параметры ячейки a = 0,4775 нм, Z = 4,
структура типа силицида железа FeSi
.
Соединение образуется по перитектической реакции при температуре 1880°С (1820°С)
и по данным работы  метастабильно при температуре ниже 1650°С.